# История Багамских Островов
История Багамских Островов — это история государства, располагающегося на одноимённых (или Лукайских) островах к северу от Карибского моря и Кубы, к юго-востоку от полуострова Флорида. Первоначально острова были населены индейским автохтонным населением, затем Багамы благодаря иммиграции из Европы превратились в часть испанских и английских колоний. Позже архипелаг стал полностью принадлежать британской короне. В XVIII веке Багамы были заселены африканскими рабами, которые составили 85 % населения. 10 июля 1973 года страна получила независимость.

## Период до прибытия европейцев
Багамы были заселены лукаянами из племени араваков ещё в V веке нашей эры. Они переселились на архипелаг с Больших Антильских островов, предположительно с Эспаньолы или Кубы. Исследователи считают, что первыми были заселены острова Инагуа и Теркс и Кайкос (брит.). Заселив эти земли, лукаяны продвигались все дальше на север, переплывая воды между островами на челноках. Появление первых людей на Багамских островах привело к вымиранию 38 популяций 27 видов птиц.
К началу XVI века почти весь архипелаг был заселен индейцами. Согласно ранее распространенному мнению, численность населения островов на тот момент составляла около 40 тысяч человек. При этом, южные острова первоначально были более густо заселены, что объяснялось тем, что северные острова были заселены позднее. Однако с учётом меньшего, в сравнении с таким крупным островом как Куба, плодородия почв, и в целом примитивных методов хозяйствования, более взвешенные оценки ставят под сомнение столь высокую плотность населения. Остатки поселений лукаянов найдены на 19 самых больших островах, а также на нескольких мелких клочках земли площадью в 1 квадратный километр. Известно, что к моменту прибытия Колумба численность населения уменьшалась на юге и возрастала на севере; это было вызвано сухостью климата на южных островах.

## Столкновение испанцев и лукаянов
В 1492 году Христофор Колумб на кораблях «Нинья», «Пинта» и «Санта-Мария» отплыл из Испании в надежде найти новый морской путь в Азию. 12 октября 1492 Колумб достиг Багамских островов; этим событием было положено начало открытию Америки. Первый остров, который посетил Колумб, местные жители называли Гуанахани. Испанцы назвали его Сан-Сальвадор (хотя есть мнения, что испанцы достигли один из соседних островов). Эту землю Колумб объявил собственностью испанской короны. Все острова, которых достиг Колумб перед плаванием на Кубу, были также объявлены частью Испанской империи.
Первоначально Багамы интересовали испанцев только как источник бесплатных рабочих рук. В течение 30 лет почти всё население островов было вывезено на Гаити для работы в шахтах и добычи жемчуга. В течение последующих 130 лет острова были необитаемыми, хотя испанцы удерживали свои номинальные претензии на архипелаг до Версальского соглашения 1783 года.

## Первые английские поселенцы
В 1648 году группа пуритан с Бермудских островов, ведомая Уильямом Сейлом, направилась на Багамы с целью основать колонию, так как Бермуды уже были плотно заселены. Также переселенцы надеялись найти место, где им удастся свободно выражать свои республиканские взгляды и вести собственное хозяйство. Однако около Эльютеры два корабля потерпели крушение, и переселенцам пришлось остаться здесь, практически без средств к существованию. Несмотря на то, что вскоре сюда прибыли ещё переселенцы, была оказана помощь Виргинии и Новой Англии, колонистам пришлось очень трудно из-за бедности местных почв. К тому же у них возник конфликт с испанцами, которые считали себя хозяевами Багам. В 1650-х годах некоторым переселенцам пришлось вернуться на Бермуды. Оставшиеся обосновались на острове Харбур к северу от Эльютеры. В 1670-х годах здесь проживало всего 20 семейств.
В 1666 году новые переселенцы с Бермуд основали город на острове Нью-Провиденс, который с населением в 500 человек стал центром торговли на Багамах. В отличие от жителей Эльютеры, которые занимались фермерством, население Нью-Провиденса жило в основном за счёт рыболовства. Вскоре на острове обнаружили участки плодородной земли. В 1670 году власти Каролины попытались взять Нью-Провиденс под свой контроль, но потерпели неудачу.
На рубеже XVII—XVIII веков население Багам богатело. Во многом это было связано с тем, что через архипелаг проходил морской путь из Европы в Карибское море.

## Пиратство
В это же время возник конфликт между Багамами и Испанией, так как многие жители островов занимались разбоем и грабили потерпевшие крушение судна, которых у берегов Багам было огромное количество. В 1684 году испанцы разрушили поселения на Эльютере и Нью-Провиденсе, которые были покинуты. Но в 1686 году поселение на Нью-Провиденсе было восстановлено ямайскими колонистами.
В 1690-х годах на архипелаге основали свою базу каперы, находящиеся на английской службе (Англия находилась в состоянии войны с Францией). В 1696 году в гавань Нассау прибыл корабль Генри Эвери. После мира с Францией (1697) многие каперы уходили со службы и становились вольными пиратами. Но в 1701 году война возобновилась, и объединённые франко-испанские флотилии уничтожили пиратские крепости на Багамах.
Вскоре после этого власть на островах вновь захватили каперы, которые объявили войну всем французским и испанским судам, проходящим вблизи Багам. В ответ флотилии держав нападали на оплот каперов — Нассау. В 1714 году Война за испанское наследство закончилась, но каперы продолжали нападать на испанские суда. В это время их число на Багамах превысило 1000 человек. Багамы стали «пиратской республикой». Здесь обосновалось около 20 пиратских команд, в том числе и отряд Черной Бороды. Часть мирного населения уходила с Нью-Провиденса на Эльютеру или Южный Абако. В эпоху пиратской вольницы торговцы получали огромные доходы, продавая разбойникам провиант и оружие.

## Усиление британского контроля
Конец «пиратской республике» пришел в 1718 году, когда королевский губернатор Роджерс достиг Нассау с военной флотилией. Был издан его указ, согласно которому любому пирату, сдававшемуся властям в течение года, давалось прощение.
Это обращение подействовало на пиратов неодинаково. Многие из них оставили разбой. Другие были якобитами — противниками короля из Ганноверской династии. Третьи просто не желали бросать любимое дело, считая, что не смогут зарабатывать на жизнь честным трудом. В конечном счете большинство пиратов продолжили заниматься морским разбоем.
Некоторые пираты (Дженнингс, Уинтер) сдались властям, другие же (Черная Борода, Боннет) уплыли на другие земли. Некоторые пираты (Чарльз Уэйн, Джек Рэкхем) призвали на помощь Старого Претендента, однако под напором королевского флота им пришлось уйти с Багам. Вскоре почти все они были схвачены или убиты. Около 500 пиратов получили помилование. В 1721 году бы казнен Чарльз Уэйн.
В 1719 году возобновились военные действия между Британией и Испанией, многие пираты становились каперами. Испанский флот, направленный на Багамы, поменял курс для отвоевания Пенсаколы у Франции. Роджерс в это время укреплял оборону Нассау, что помогло ему отразить нападение испанцев в 1720 году. Однако его положение было непрочным: в 1722 году его заключили в тюрьму за долги, но затем выпустили. Роджерс умер в Нассау в 1732 году.
Период пиратства нашёл своё отражение в девизе Багамских островов (до 1973 года): Пираты изгнаны — торговля восстановлена(лат. Expulsis Piratis – Restituta Commercia).

## XVIII век
В 1758—1770 годах губернатором Багам был Уильям Ширли, бывший губернатор Массачусетса. В 1768 году губернатор Ширли осушил болота и таким образом расширил Нассау.
Во время Войны за независимость США Багамские острова несколько раз подвергались нападениям американских и союзных войск. В 1776 году американские войска начали десантный десант на Нассау, что привело к его двухнедельной оккупации. В 1782 году испанские войска под командованием генерала Гальвеса захватили Багамы в 1782 году. Британско-американская экспедиция лоялистов под руководством полковника Эндрю Дево захватила острова в 1783 году. После Американской революции британцы выдали земельные гранты на Багамах американским лоялистам, уехавшим в изгнание из недавно созданных Соединённых Штатов. Редкое население Багамских островов утроилось за несколько лет. Лоялисты развивали хлопок как товарную культуру, но его количество сократилась из-за нашествия насекомыми и истощения почвы. Помимо рабов, которых они привезли с собой, потомки плантаторов импортировали ещё африканских рабов для работы.
Большинство нынешних жителей островов произошли от рабов, привезенных для работы на плантациях лоялистов. Кроме того, тысячи пленных африканцев, освобожденных с иностранных невольничьих кораблей британским флотом после отмены британской работорговли в 1807 году, были переселены в качестве свободных лиц на Багамские острова.

## XIX век
В период гражданской войны в США Багамы стали основным поставщиком сырья и оружия для южан.
Закон об гостиничном и пароходном обслуживании 1898 года обеспечил государственную поддержку, необходимую для строительства отелей и субсидирования сферы услуг. Это привлекало зажиточных американцев на острова.

## XX век

### Предложение по присоединению к Канаде
Канада, как и Багамские острова, являлись частью Британской северной Америки.
В 1911 году, по просьбе Палаты представителей Багамских островов, правительства Канады и Багамских островов начали серьёзные переговоры о присоединении Багамских островов к Канадской конфедерации. Однако расовая паника, вызванная миграцией более 1000 афроамериканцев, спасающихся от насилия в Оклахоме, сорвала дискуссии. Премьер-министр Канады Уилфрид Лорье выступил против этой идеи и сослался на несовместимое «этническое происхождение». После того, как Лорье проиграл федеральные выборы в сентябре 1911 года, губернатор Багамских островов Уильям Грей-Уилсон отправился в Канаду, чтобы возобновить переговоры о вступлении с новоизбранным премьер-министром Робертом Борденом. На встрече Грея и Бордена 18 октября 1911 года Борден отверг возможность присоединения Багамских островов к Канадской конфедерации. Он аргументировал это тем, что события прошлого года доказали, что канадское общественное мнение не одобрит принятие в свой состав провинции с чернокожим большинством.

### Первая мировая война
Во время Первой мировой войны такие организации, как Императорский Орден Дочерей Империи и Гильдия Красного Креста Багамских островов, начали собирать деньги, еду и одежду для солдат и гражданских лиц в Европе. «Отважная тридцатка» багамцев намеревалась вступить в Британский Вест-Индский полк ещё в 1915 году, и около 1800 человек служили в вооруженных силах Канады, Великобритании и США. После Первой мировой войны Багамы стали базой бутлегеров, провозящих контрабандой спиртные напитки в США.

### Вторая мировая война
Оукс-Филд (англ. Oakes Field), первый аэропорт Багамских островов, был открыт в Нассау в январе 1940 года. Он был назван в честь Гарри Оукса (англ. Harry Oakes) — миллионера, внёсшего большой вклад в его создание. До этого авиация на Багамах в основном осуществлялась гидросамолетами.
Бывший король Великобритании, а после отречения — Герцог Виндзорский, был назначен губернатором Багамских островов и прибыл на острова в августе 1940 года вместе со своей герцогиней. Герцога хвалили за его усилия по борьбе с бедностью на островах, хотя он столь же презрительно относился к багамцам, как и к большинству цветных народов Империи. Его также хвалили за разрешение гражданских беспорядков, возникших из-за низкой заработной платы в Нассау в июне 1942 года, когда произошёл «полномасштабный бунт». Сам Герцог винил в случившемся «вредителей-коммунистов» и «мужчин центральноевропейского-еврейского происхождения, которые нашли работу в качестве предлога для получения отсрочки от призыва». Герцог подал в отставку 16 марта 1945 года.
Во время Второй мировой войны Багамские острова приобрели стратегическое значение как плацдарм противолодочной и авиационной обороны (см.Битва за Карибы), а Нью-Провиденс стал важным полигоном для тренировок летных экипажей.
В апреле 1942 года Великобритания обратилась к Канаде с просьбой предоставить военную поддержку в Нассау, отчасти для защиты Его Королевского Высочества герцога Виндзорского. Канадский гарнизон покинул Нассау в 1946 году.

### После Второй мировой войны
Военный аэродром стал международным аэропортом Нассау в 1957 году и способствовал росту массового туризма, который ускорился после того, как Гавана была закрыта для американских туристов в 1961 году(см.Кубинская революция).

### Независимость
10 июля 1973 года страна получила независимость и стала членом Содружества наций. Таким образом завершилось 325-летнее мирное британское правление. Первым премьер-министром стал Линден Пиндлинг, лидер либералов. В течение 20 лет его нахождения на посту Багамы расцветали как центр туризма. В 1974 году были установлены дружественные отношения с Кубой.

## Историография
- Albury, Paul. (1975) История Багам. MacMillan Caribbean. ISBN 0-333-17131-4
- Carr, J. Revell. (2008) Семена недовольства: глубокие корни Американской революции 1659—1750. Walker & Company. ISBN 978-0-8027-1512-8
- Craton, Michael. (1986) История Багам. San Salvador Press. ISBN 0-9692568-0-9
- Granberry, Julius and Gary S. Vescelius. (2004) Языки доколумбовых Антил. The University of Alabama Press. ISBN 0-8173-5123-X
- Johnson, Howard. (1996) Багамы: от порабощения к рабству, 1783—1933. University Press of Florida. ISBN 0-8130-1858-7
- Keegan, William F. (1992) Люди, открытые Колумбом: предыстория Багам. University Press of Florida. ISBN 0-8130-1137-X
- Woodard, Colin. (2007) Руспублика пиратов. Harcourt, Inc. ISBN 978-0-15-603462-3
- State Dept Country Study — Информация по истории Багам.
- History of The Bahamas — Эссе по истории доколумбовой Центральной Америки.
- Rulers.org — Bahamas Список правителей Багам.